# Córrego São Domingos
O córrego São Domingos é um curso de água que nasce e deságua no município brasileiro de Coronel Fabriciano, no interior do estado de Minas Gerais. Sua nascente está na Área de Proteção Ambiental (APA) da Biquinha, banhando também os bairros Recanto Verde, São Domingos e Melo Viana até sua foz no ribeirão Caladão, após percorrer 4 km.
Recorrentemente são registrados problemas com enchentes e assoreamento ao longo de seu curso, sendo necessária a realização ocasional de seu desassoreamento.